# 吳寶華
吳寶華（1920年—2010年12月25日），河南開封人，中華民國空軍中將、媒體經營者，曾任國防部總政治作戰部副主任、中華民國足球協會理事長、華視總經理兼華視綜合週刊社發行人。

## 生平
- 1940年，對日抗戰期間，吳寶華至洛陽報考國民政府軍事委員會戰時工作幹部訓練團第四團，考取第六期學員隊，加入中華民國國軍。結訓後分發至第一戰區司令長官部。
- 1944年，吳寶華考取中央幹部學校（國立政治大學前身），結訓後分發至中國青年軍206師618團擔任機槍連指導員。
- 1945年，日本無條件投降，第二次世界大戰結束，吳寶華退伍、擔任江西青年中學校長。
- 1949年，國共內戰，吳寶華加入國防部中國青年反共救國團幹部隊，擔任學生總隊副總隊長，負責將學生總隊由江西後撤至重慶；撤退中途，因戰況變化，又轉進廣州，後隨中華民國國軍撤退至台灣。曾在台灣省立台南師範學校（國立台南大學前身）擔任老師，後由蔣經國延攬回到部隊，歷任海軍機械學校、海軍軍官學校、海軍總司令部、陸軍預備部隊訓練司令部、政治作戰學校、陸軍金門防衛司令部、空軍總司令部。
- 1971年，升任國防部總政治作戰部中將副主任。
- 1975年，接任華視副總經理。因績效卓越，很快就升任華視總經理。在華視總經理任內，改善了國立空中大學節目的製播；他尤其重視八點檔連續劇，為華視奠定「戲劇王國」封號。
- 2010年12月25日清晨7點30分，病逝於臺北榮民總醫院，享壽93歲。[1]